# Calcodonte (figlio di Abante)
Calcodonte (in greco antico: Χαλκώδων?, Chalkṑdōn) è un personaggio della mitologia greca. Fu re degli Abanti.

## Genealogia
Figlio di Abante, sposò Imenarete, o Melanippe, oppure Alcione che gli diede i figlio Elefenore e Pirecmes.
Tra le varie figlie una è Calciope.

## Mitologia
Calcodonte sconfisse i Tebani, costringendoli a pagare un tributo annuale, ma fu sconfitto ed ucciso da Anfitrione.
Suo figlio Pirecmes rinnovò la guerra contro Tebe, ma fu sconfitto e catturato da Eracle, che lo uccise legandolo ai cavalli e facendolo squartare.